# Fürdőruhagyártás

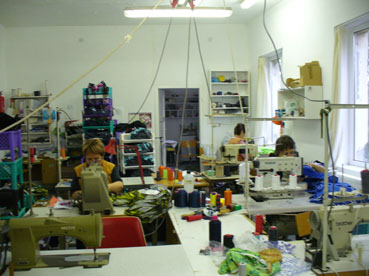
Varroda

A fürdőruhagyártás első lépése az alapanyagok kiválasztása, ami már ősszel megkezdődik. A fürdőruhaanyag-gyártók ősszel mutatják be az anyagokat a fürdőruhákhoz, amelyek két évvel azután kerülnek a boltokba. Minden novemberben megrendezik Európa vezető alapanyag bemutatóját Cannesban (Mare di Moda Cannes). Ez után kerül sor a fürdőruhák megtervezésére, a mintakollekció legyártására. Minden év szeptemberében megrendezik a világ egyik legismertebb fürdőruha-kiállítását a Lyon Mode City-t. A fürdőruhákat általában szeptembertől februárig, márciusig varrják. A termékek tavasszal kerülnek a boltokba. A sportos fürdőruhákból az új kollekció ősztől kapható az üzletekben. Ezeknél a fürdőruháknál fontos szempont az anyag klórállósága.

## Alapanyagok
A fürdőruhákhoz használt speciális rugalmas kelmék tradicionálisan poliamid elasztán összetételűek, a modernebbek mikroszálas poliamid vagy poliészter és elasztán fonalakból készülnek. (Az elasztán fonalak legismertebb márkája a Lycra.) A klórállóság érdekében klórálló Lycrát használnak, vagy elasztánmentes poliészter PBT-t. Versenyúszók gyakran igénylik a kis ellenállású, vízlepergető fürdőruhákat. Ennek érdekében teflon bevonatú anyagot is használnak.

## Gépek
- Tervezés: CAD - (számítógéppel segített)
- Szabászgép: kézi vagy lézeres
- Varrógépek: interlock, fedőző, gyorsvarró, flatlock, reteszelő, gumizóautomata, gomblyukazó (úszónadrágok derékpántjának gomblyukazásához)

## Szabás
Az első lépés az alapméret megrajzolása kézzel vagy a szoftver segítségével, majd a mintát a  kívánt méretekre szériázzák. Ezt követi a terítékrajz összeállítása különböző méretű szabásmintákból
A terítékrajzot a kívánt lapszámú alapanyag tetejére helyezik, és szabászgéppel körbevágják a szabásmintákat.
A méretenként összeválogatott alkatrészek egybekötve, majd a megfelelő műveleti sorral és mérettáblázattal kerülnek a varrodába.

## Varrás
A műveleti sor az adott fazontól függ. Minden modell esetén összeállítással kezdődik, amit interlockkal végeznek.  A derékkört, lábszárat sportos fazonoknál a nyakkört és a karöltőt interlockkal gumizzák, majd a gumizott részt fedőzővel visszatűzik.
Szivacskosaras bikini:
A kosár borítóján a mell-szűkítőt interlockkal összeállítják,
gyors varróval legömbölyík, majd az anyagot a kosárra rögzítik szintén interlockkal.
Pántok:
Rolnipánt: 3 cm-es, félbehajtott pánt , amelybe 8 mm-es nyers gumit fűznek, fedőző géppel bevarrják, szaknyelven rolnizzák. Rolnizás után a pántokat a megadott méretre vágják.
A kapcsokat a nyaki pánton és a felsőrész hátán gyorsvarróval rögzítik.
A varratok végét biztonsági varratokkal látják el, azaz reteszelik.
Spagettipánt: speciális interlockkal előre elkészítik.
A pántba nyers gumit vezetnek, egy erre alkalmas készülékkel, amit külön szerelnek a varrógépre. Az interlock a gumit tartalmazó pántot összevarrja, a készülék a kész pántot kifordítja.
A végeredmény egy 0,5 cm-es átmérőjű henger lesz. Az így elkészült pántot méretre vágják és a kosár csúcsához gyors varróval rögzítik a borító felvarrása előtt.
Csomagolás előtt ellenőrzik a kész fürdőruhák minőségét, levágják a fölösleges cérnaszálakat.